# Balkun (Šolta)
Balkun je nenaseljeni otok u Jadranskom moru, zapadno od Maslinice na otoku Šolti.
Nalazi se zapadno od naselja Maslinica na otoku Šolti, od kojeg je udaljena oko 500 m. Površina otočića je 0.233 km². Otok je dug oko 580 metara, dužina obalnog pojasa je 1,74 km, a najviši vrh je na visini od 55 m/nm.
Oko 500 metara južno od otoka je hrid Kamičić.